# Alfred Rudolf
Alfred Rudolf  (Solothurn, 5 maart 1877 - Bern, 6 oktober 1955) was een Zwitsers politicus.
Christkath., von Selzach, Solothurn und ab 1925 von Ligerz. Sohn des Niklaus. ∞ Ida Christen. Matur in Solothurn, Rechtsstud. in Bern, Leipzig und Frankreich, 1923 Dr. iur. Untersuchungsrichter in Biel, Redaktor am "Bieler Tagblatt". Mitgründer der Jungfreisinnigen der Stadt Biel und Stadtrat. 1912 Wahl zum ersten hauptamtl. Sekretär der bern. FDP. 1910-14 Berner Grossrat für die Stadt Biel, 1914-16 für die Stadt Bern. 1916-28 Berner Staatsschreiber. 1928-46 Regierungsrat (Erziehungsdep.). R. reorganisierte die Lehrerausbildung, die Sekundarschulen und förderte den Ausbau der Universität. 
Wengianer und Mitglied der Studentenverbindung Helvetia.
Alfred Rudolf was lid van de Vrijzinnig Democratische Partij (FDP) en was ook lid van de Regeringsraad van het kanton Bern.
Alfred Rudolf was van 1 juni 1931 tot 31 mei 1932 en van 1 juni 1943 tot 31 mei 1944 voorzitter van de Regeringsraad (dat wil zeggen regeringsleider) van het kanton Bern. 